# Речные пираты

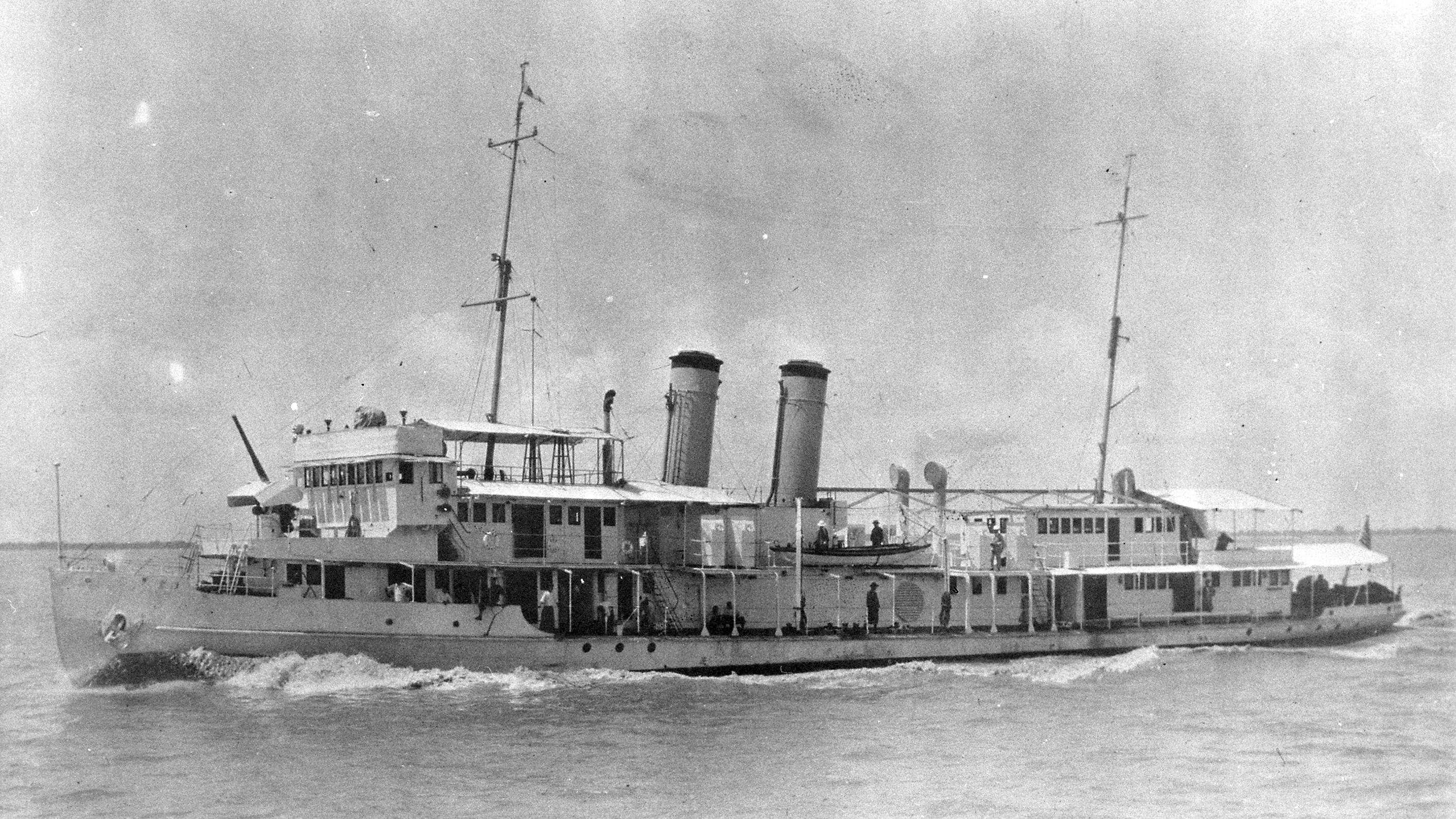
USS Panay, речная канонерская лодка ВМС США, часть флота коричневой воды, служившая в патруле Янцзы, охотясь на речных пиратов и китайских повстанцев, на реке Янцзы, в Китае. Позже, в 1937 году, Panay был потоплен Императорской армией Японии, что стало известно как Панайский инцидент.

Речные пираты — тип пиратов, действовавших на реке. Этот термин использовался для описания различных видов пиратских группировок, совершающих нападения на реках в Азии, Африке, Европе, Северной Америке и Южной Америке. Обычно они преследуются в соответствии с национальным, а не международным правом.

## Азия

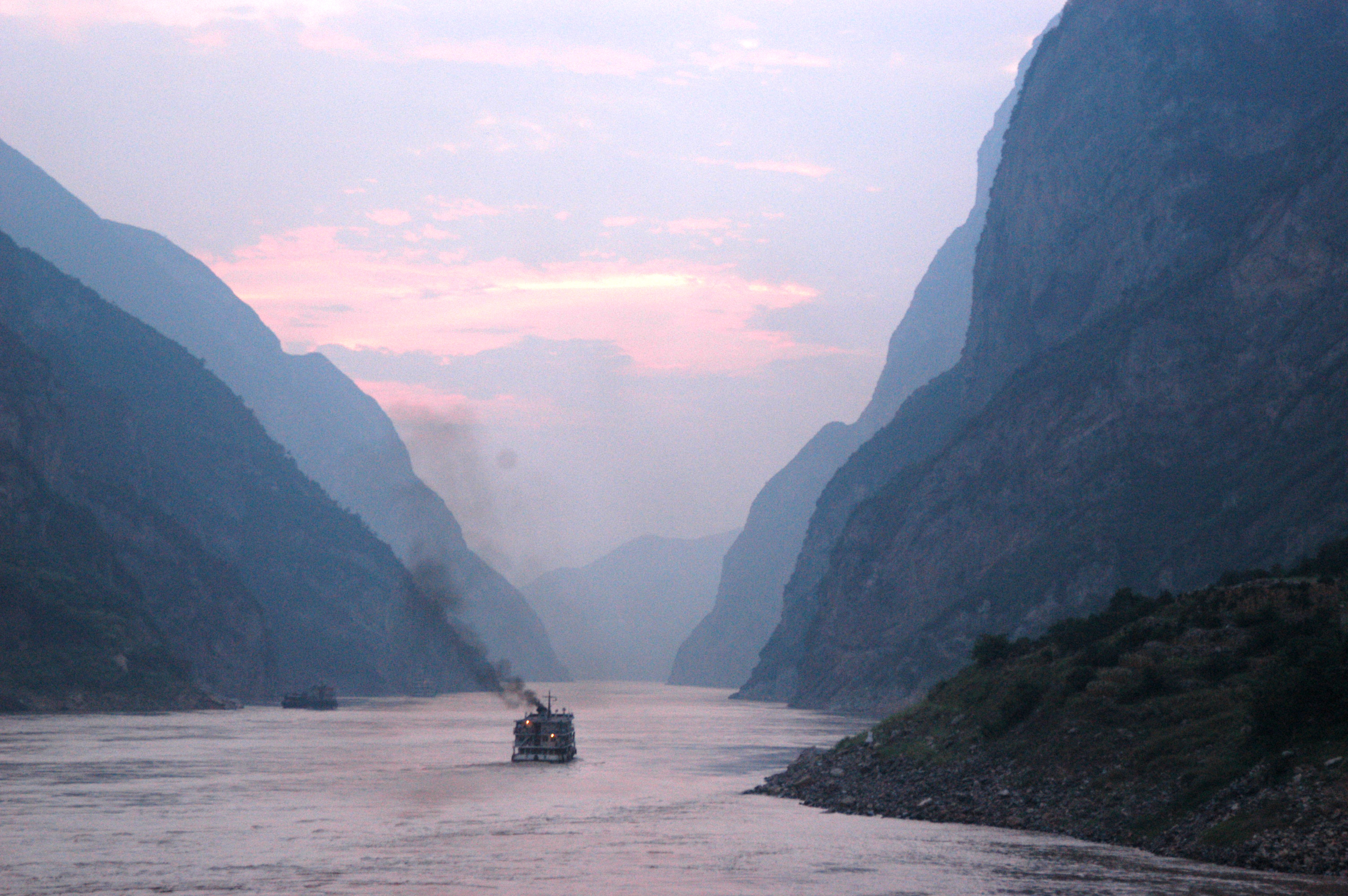
Река Янцзы в Китае, рассадник речной пиратской деятельности с девятнадцатого века до конца Гражданской войны в Китае в 1949 году, с которой боролись патрули американских и европейских канонерских флотилий.

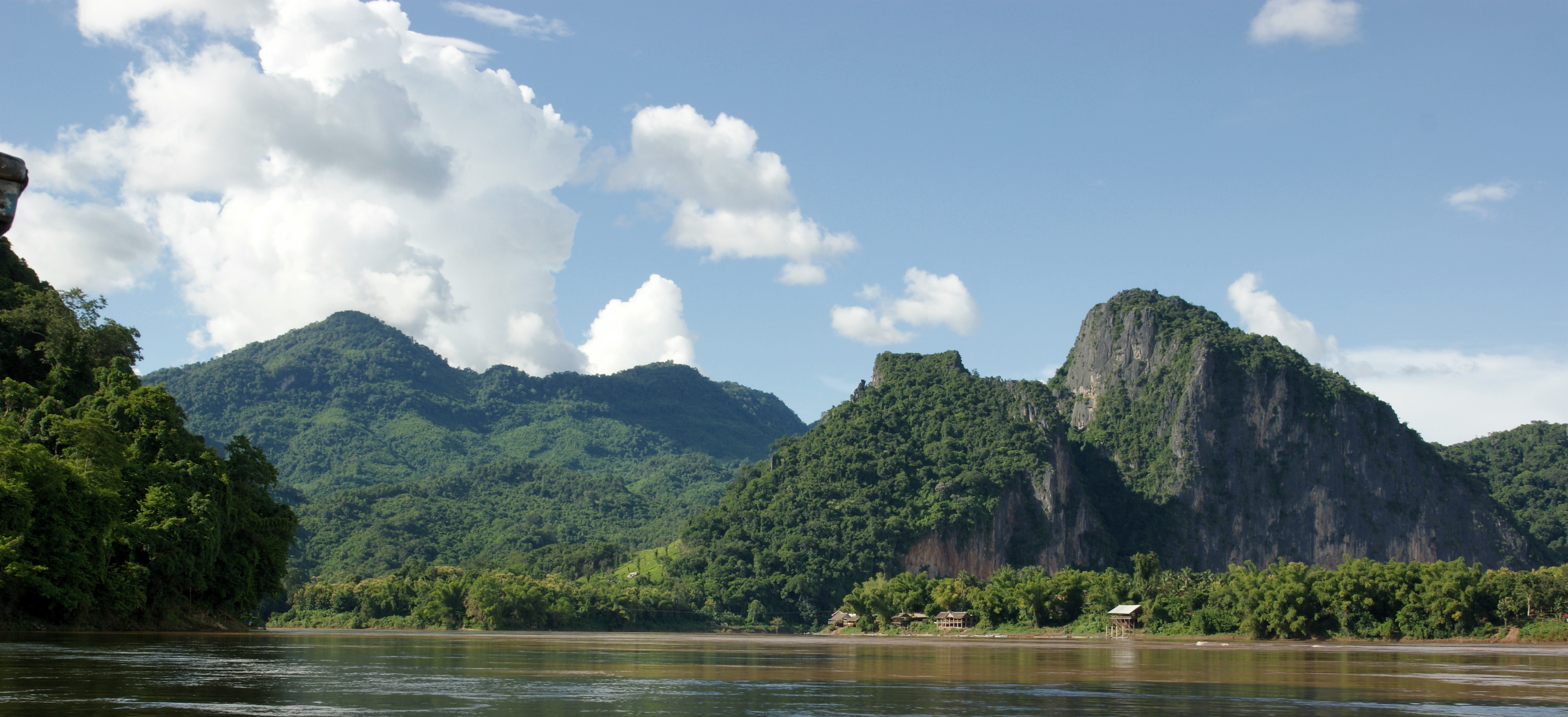
Река Меконг, где существует современное азиатское речное пиратство.

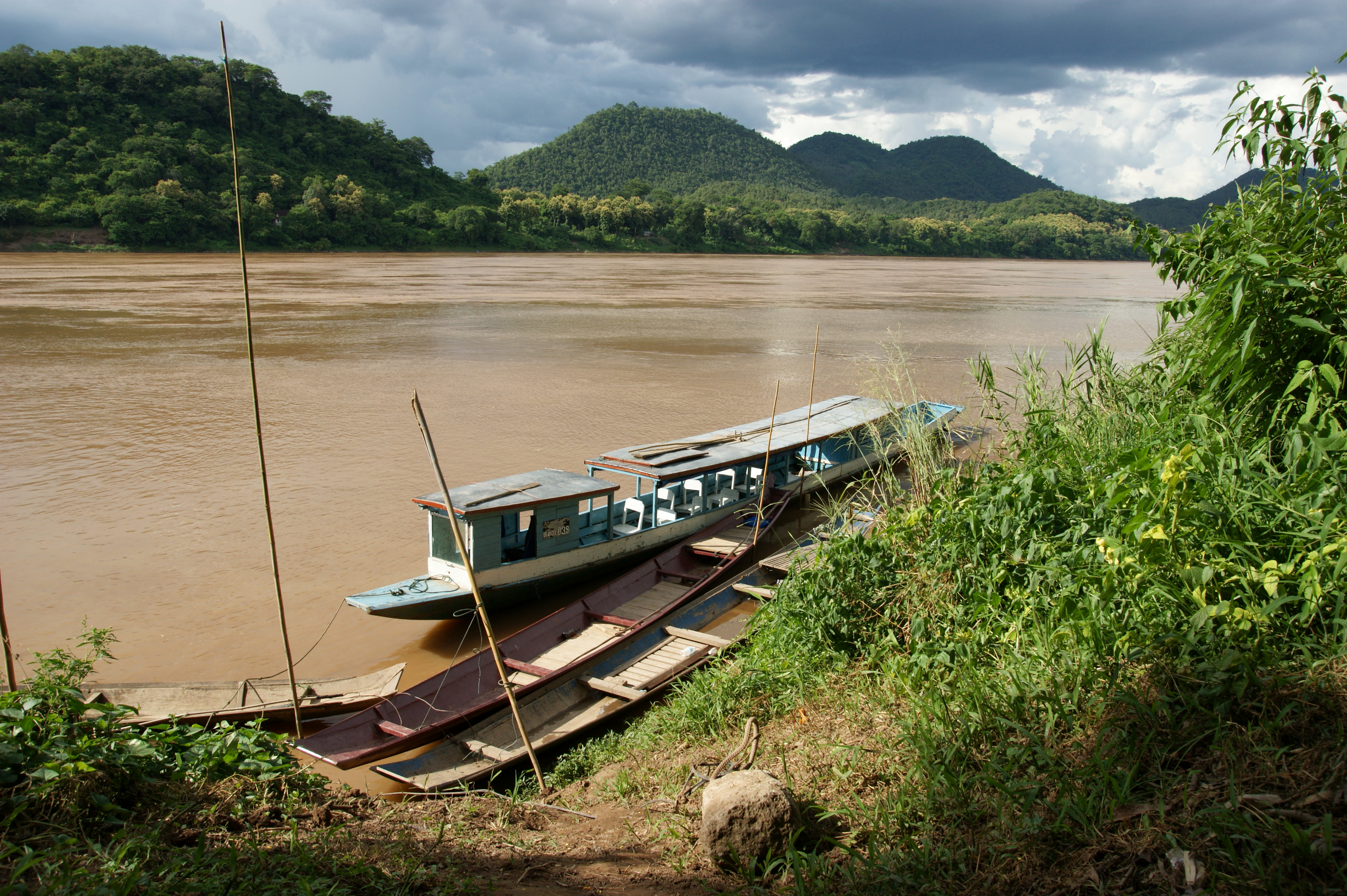
Лодка сампан на реке Меконг, обычно используемая современными азиатскими речными пиратами.

### Китай
В Азии речное пиратство является серьезной угрозой даже сегодня. «Патруль Янцзы» с 1854 по 1949 год представлял собой длительную военно-морскую операцию, защищавшую американские договорные порты и граждан США вдоль реки Янцзы от речных пиратов и китайских повстанцев. В течение 1860-х и 1870-х годов американские торговые суда были заметны на нижней Янцзы, работая вглубь страны до глубоководного порта Ханькоу, расположенного в 680 милях (1090 км) от моря. В 1874 году американская канонерская лодка USS Ashuelot достигла Ичана, расположенного у подножия ущелий Янцзы, в 975 милях (1569 км) от моря. В этот период для большинства американского персонала поездка в Янцзы проходило без происшествий, так как крупная американская судоходная компания продала свои интересы китайской фирме, оставляя патрулю мало причин, что нужно было защищать. Дополнительная миссия анти-пиратского патрулирования требовала, чтобы американские военно-морские и морские десантные отряды несколько раз высаживались на берег для защиты американских интересов.

### Юго-Восточная Азия вдоль реки Меконг
В настоящее время в регионе, известном как «Золотой Треугольник», речное пиратство в сочетании с незаконным оборотом героина представляет собой серьезную проблему для международных правоохранительных органов. Одно из самых страшных уголовных дел, связанных с азиатскими речными пиратами, произошло 5 октября 2011 года, названное «резней на реке Меконг». Китайское грузовое судно, перевозившее девятьсот тысяч таблеток амфетамина стоимостью более трех миллионов долларов, подверглось нападению и было захвачено, а тринадцать членов экипажа погибли. Угонщики были пойманы и казнены Китайским правительством в 2012 году.

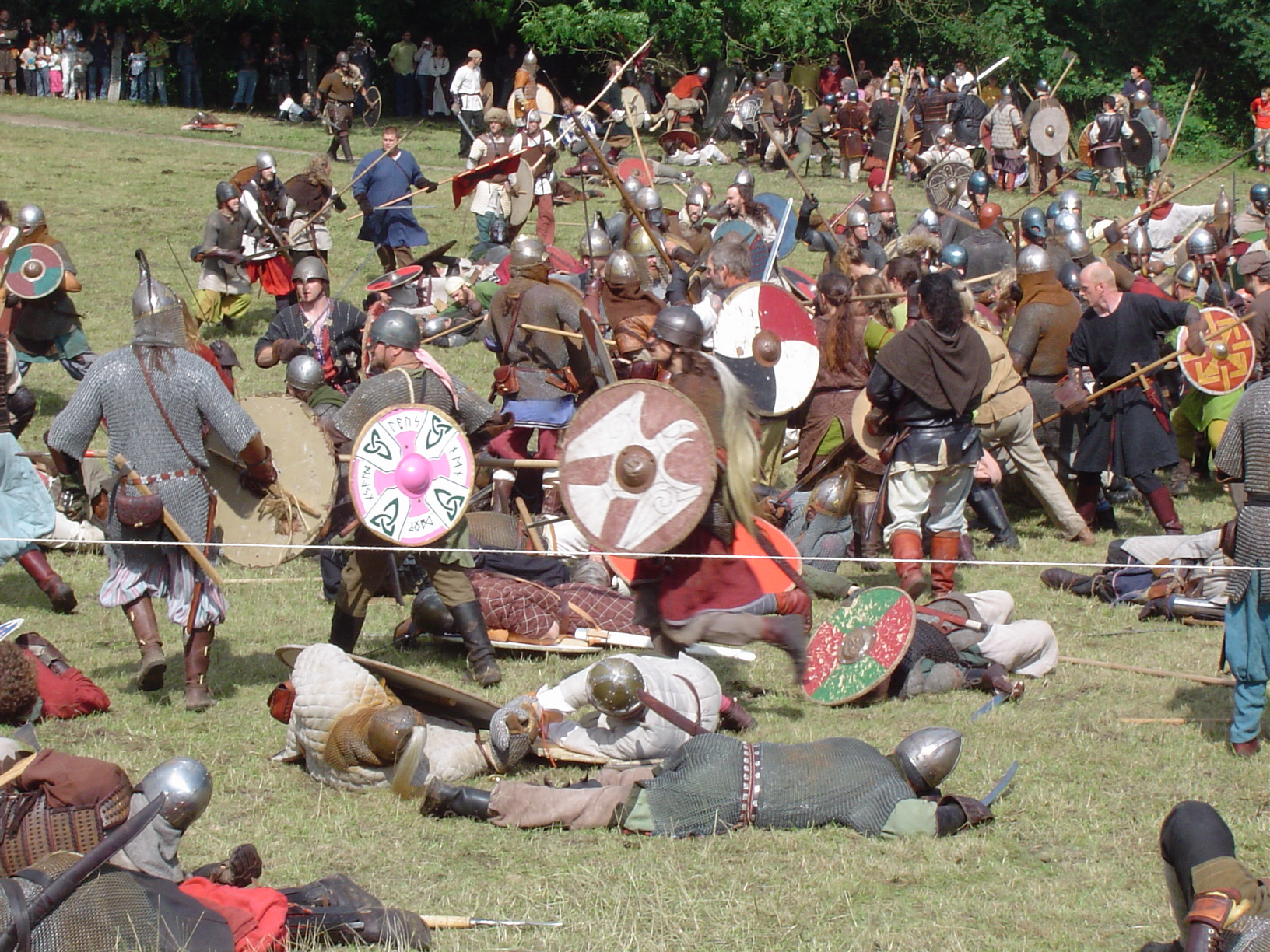
Балканские неретвляне IX и X веков были известны пиратством на реке Неретва. Ушкуйники были русскими новгородскими пиратами на Волге с X по XIV века. Обе средневековые группы речных пиратов были славянскими версиями речных разбойников викингов.

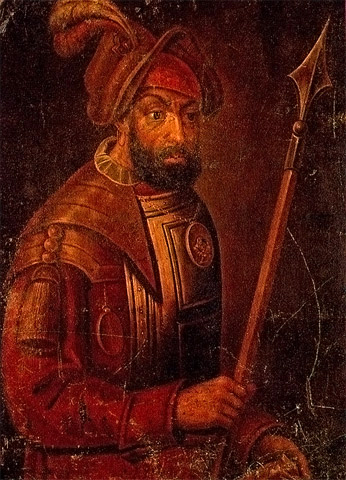
Ермак Тимофеевич был казачьим речным пиратом XVI века, который начал завоевание Сибири русскими во времена царя Ивана Грозного.

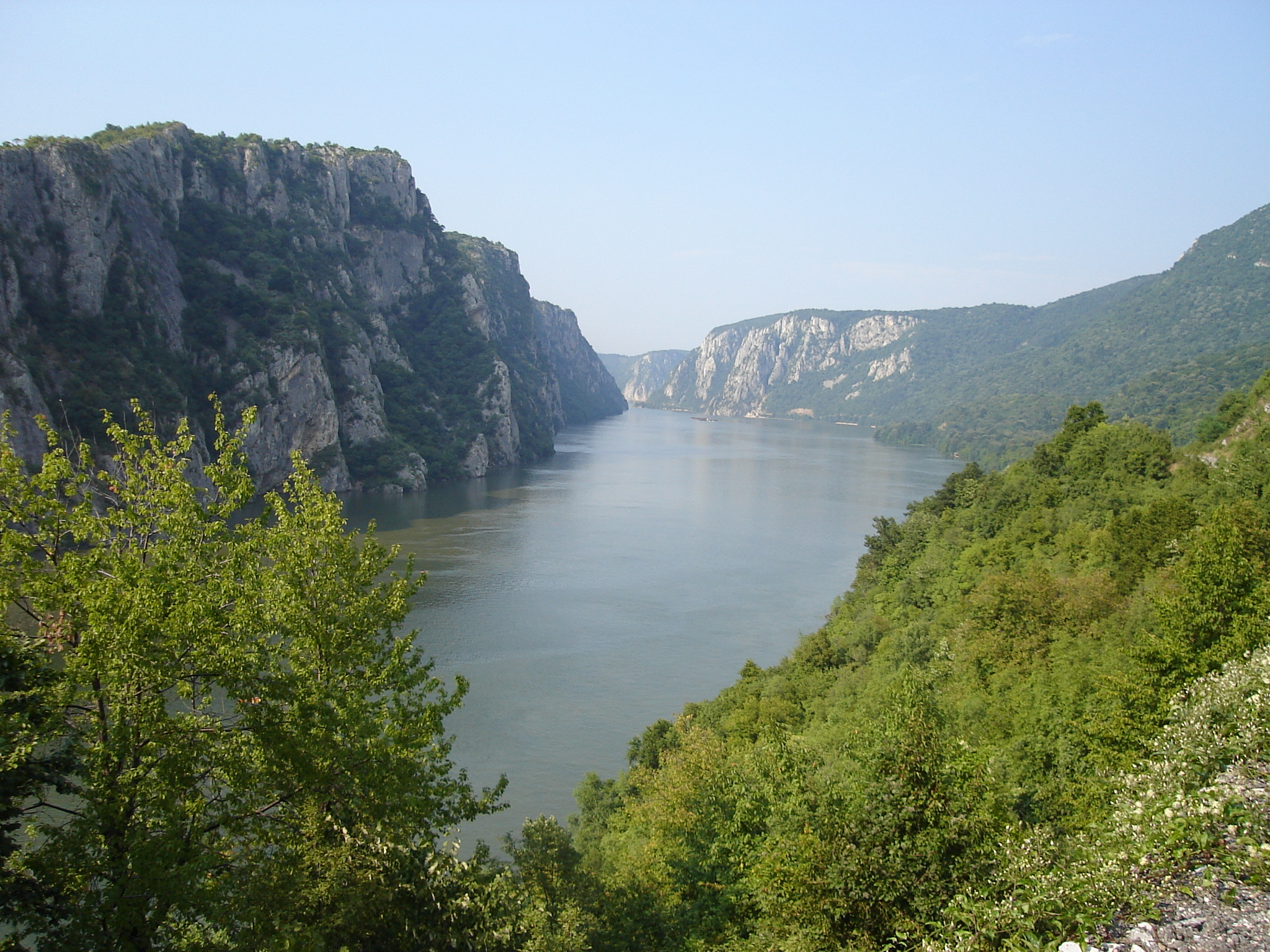
Железные Ворота на реке Дунай являются естественной границей между Сербией и Румынией, где существует современное речное пиратство.

## Европа

### Балканы
В Балканском регионе, в Боснии и Герцеговине и Хорватии, средневековые неретвляне IX и X веков были известны своим пиратством на реке Неретва.

### Россия
Ушкуйники были средневековыми русскими новгородскими речными пиратами с X по XIV века, славянская версия викингов, участвовавших в боях, убийствах и грабежах. Во времена правления царя Ивана Грозного в XVI веке легендарный исследователь и солдат Ермак Тимофеевич был русским казачьим речным пиратом на Волге или, возможно, на Дону. Позже Ермак был помилован за свои преступления и стал «Покорителем Сибири».

### Вдоль реки Дунай
Современное пиратство существует на реке Дунай в Сербии и Румынии. С 2006 года утверждалось, что румынские речные пираты атаковали суда из Болгарии на Дунае. Румынское правительство в ответ обвинило капитанов в подделке историй при незаконной продаже собственного груза и уклонении от уплаты таможенных пошлин. Были и другие обвинения в дунайском пиратстве на украинских судах в 2012 году, но только в одном случае были утверждения о фактических нападениях на экипажи: вернее, инциденты сводились просто к краже с грузовых судов.

## Северная Америка

### Соединенные Штаты

#### Реки Огайо и Миссисипи
Американское речное пиратство в конце восемнадцатого и середине девятнадцатого века в основном было сосредоточено в долинах рек Огайо и Миссисипи. Речные пираты обычно действовали в изолированных пограничных поселениях, которые представляли собой малонаселенные районы, лишенные защиты гражданских властей и институтов. Они прибегали к разнообразной тактике в зависимости от количества пиратов и размера участвующих экипажей лодок, включая обман, маскировку, засады и нападения в открытом бою вблизи естественных препятствий, таких как пещеры-убежища, острова, речных сужений, порогов, болот и топи. Речных путешественников грабили, захватывали в плен и убивали, а их скот, рабов, грузы и плоскодонки, килевые лодки и плоты топили или продавали вниз по реке.

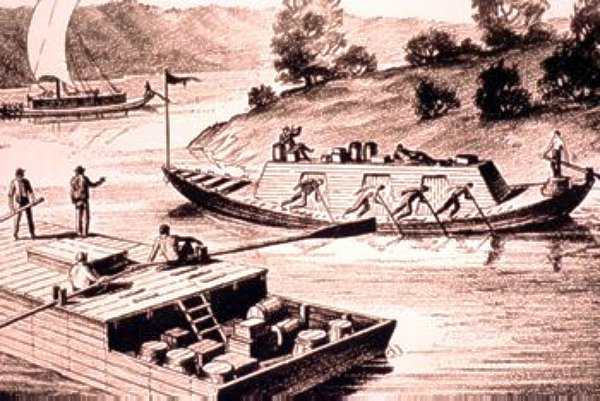
С конца XVIII до начала XIX века американские речные пираты на реках Огайо и Миссисипи выбирали плоскодонки, килевые лодки и плоты в качестве выгодных целей для нападения из-за ценного и обильного груза на борту.

Ближе к концу Войны за независимость, после побега из Нью-Мадрида, испанской Верхней Луизианы, Джон Тернер и фальшивомонетчик Филип Олстон присоединились к лидеру индейцев Чикасо Джеймсу Кольберту и смешанной бродячей банде беженцев из Натчез, поселенцев Камберленда и Чикасо, насчитывавшей около 600 человек, совершивших пиратские нападения на испанские суда на реке Миссисипи в 1781 и 1782 годах.
После Войны за независимость американское речное пиратство начало укореняться в середине 1780-х годов вдоль верхней Миссисипи, между испанской Верхней Луизианой, вокруг Сент-Луиса и впадением реки Огайо в Каир. В 1803 году у Тауэр-рока драгуны армии США, возможно, с пограничного поста выше по реке с Форта Каскаския, напротив Сент-Луиса, совершили набег и изгнали речных пиратов.

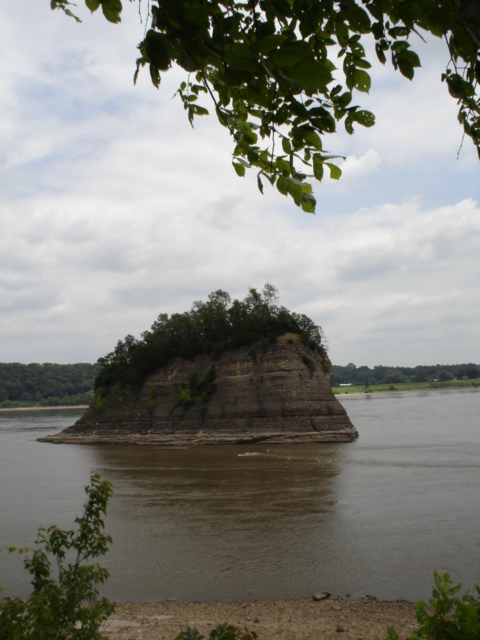
В 1803 году у Тауэр-Рок драгуны армии США совершили набег и вытеснили речных пиратов.

Начиная с конца 1790-х годов, остров Stack стал ассоциироваться с речными пиратами и фальшивомонетчиками. В 1809 году последняя крупная деятельность речных пиратов в верховьях Миссисипи резко прекратилась, когда группа лодочников, собравшись в начале «Девятимильного пролива», решила совершить набег на остров Stack и уничтожить речных пиратов. Они напали ночью, завязался бой, и двое лодочников и несколько разбойников были убиты. Нападавшие захватили еще девятнадцать мужчин, пятнадцатилетнего мальчика и двух женщин. Женщинам и подростку разрешили уйти. Предполагается, что остальные преступники были казнены.
С 1790 по 1834 год Кэйв-ин-Рок был главным логовом преступников и штаб-квартирой речных пиратов в районе реки Огайо. Печально известная пещера сегодня находится в тихих границах государственного парка Кэйв-ин-Рок штата Иллинойс. В 1797 году это было совсем не тихо, поскольку Сэмюэль Мейсон, который первоначально был капитаном патриотов революционной войны в округе Огайо ополчении Виргинии и помощником судьи и сквайром в Кентукки, возглавил банду разбойников с шоссе и речных пиратов на Огайо. Мейсон основал свою преступную организацию в Ред-Бэнксе и был вытеснен регулирующими органами, действовавшими в западном Кентукки, поэтому он организовал свою новую операцию на острове Даймонд, затем в Кэйв-ин-Рок, а затем вдоль реки Миссисипи, от острова Stack до Натчеза, штат Миссисипи.

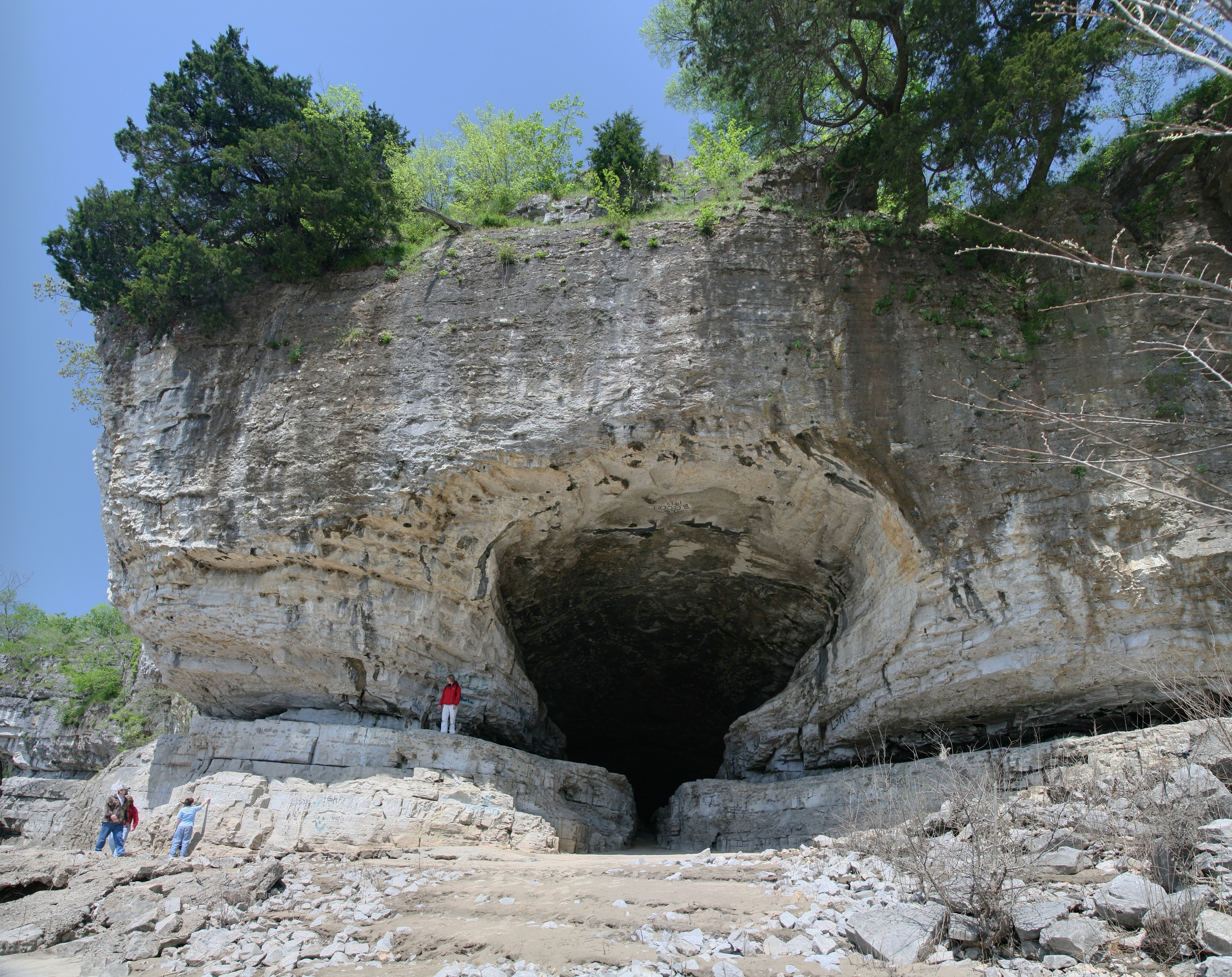
Кэйв-ин-Рок, убежище американских речных пиратов на реке Огайо с 1790 по 1834 год.

Во время занятия Сэмюэлем Мейсоном Кэйв-ин-Рока в 1797—1799 годах и после его отъезда имя Bully Wilson стало ассоциироваться с пещерой; возле входа в природную достопримечательность поставили большой знак «Хранилище спиртных напитков и дом развлечений». Wilson мог быть псевдонимом Мейсона, подставным лицом его преступной операции, или еще одним преступным лидером, который управлял бандой пиратов в регионе. Братья Харп, которые якобы были первыми серийными убийцами Америки, были разбойниками с большой дороги, скрывавшимися от закона в Теннесси и Кентукки, и ненадолго присоединились к банде Сэмюэля Мейсона в Кэйв-ин-Рок. Питер Олстон, сын фальшивомонетчика Филипа Олстона, стал речным пиратом и разбойником в Кэйв-ин-Рок и познакомился с Сэмюэлем Мейсоном и Уайли Харпом, следуя за ними до острова Stack и Натчеза.
С конца 1700-х до начала 1800-х годов на иллинойской стороне реки Огайо к северу от Кэйв-ин-Рок Джонатан Браун возглавлял небольшую банду речных пиратов у Battery Rock. Территория нижнего течения реки Огайо регулярно патрулировалась армией США, а в Форт-Массаке размещались гарнизоны для борьбы с коренными американцами, колониальными рейдерами из испанской Луизианы и речными преступниками в этом регионе.
Между 1790 и 1820 годами легендарный полковник Плаг, также известный как полковник Флюгер, управлял бандой речных пиратов на реке Огайо, в кипарисовом болоте недалеко от устья реки Кэш, ниже пещер Кэйв-ин-Рок и Форт-Массака и чуть выше слияния рек Огайо и Миссисипи. Тактика Плага состояла в том, чтобы проникнуть на борт лично или заставить одного из своих пиратов тайно проникнуть на корпус лодки и выкопать заделку между досками пола или просверлить отверстия шнеком, в результате чего лодка начнет тонуть и будет легко атакована. Лодка и груз позже будут проданы вниз по реке.

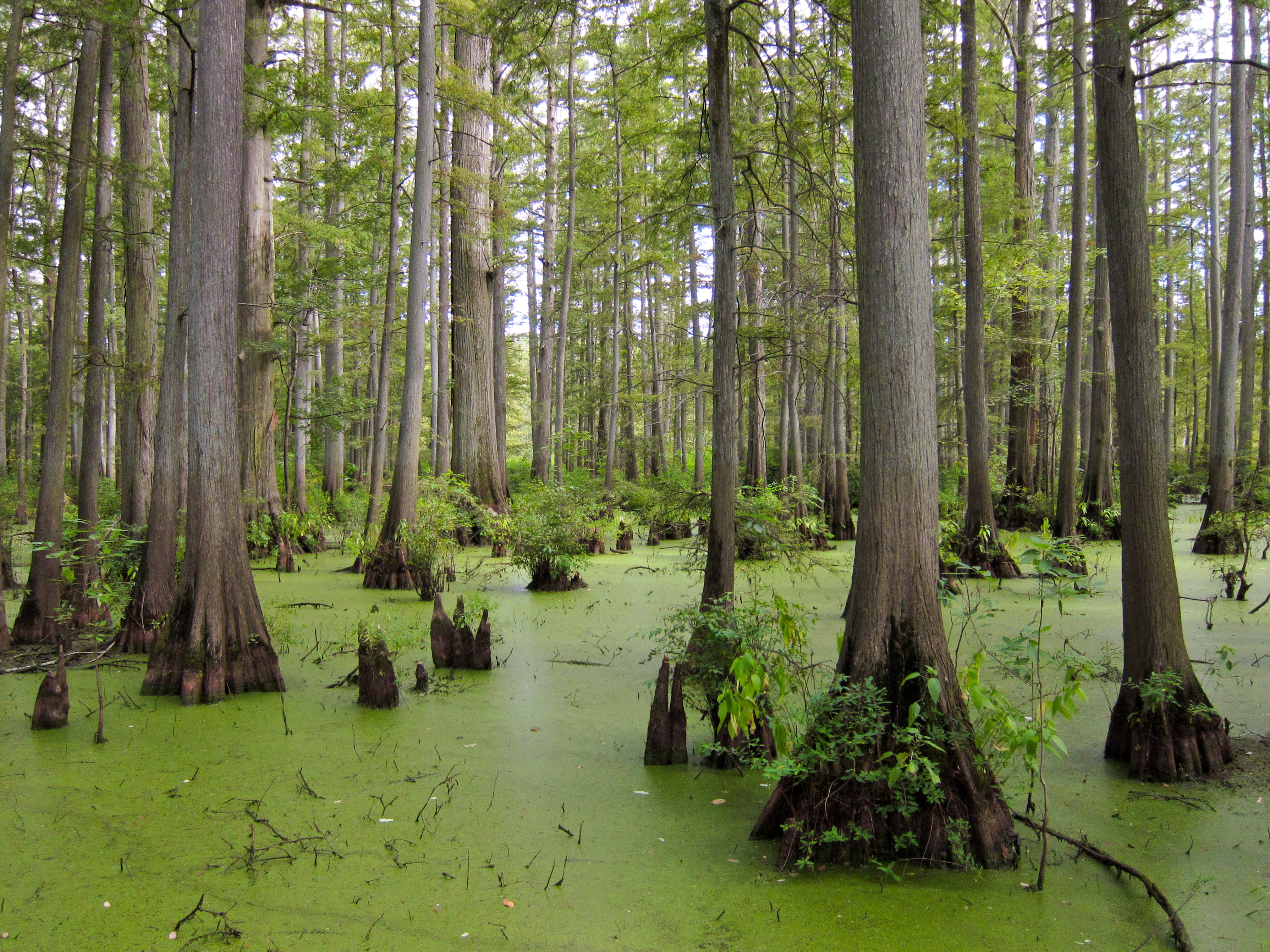
Американские речные пираты патрулировали кипарисовое болото реки Кэш в Южном Иллинойсе, недалеко от слияния рек Огайо и Миссисипи, с 1790-х по 1820 годы.

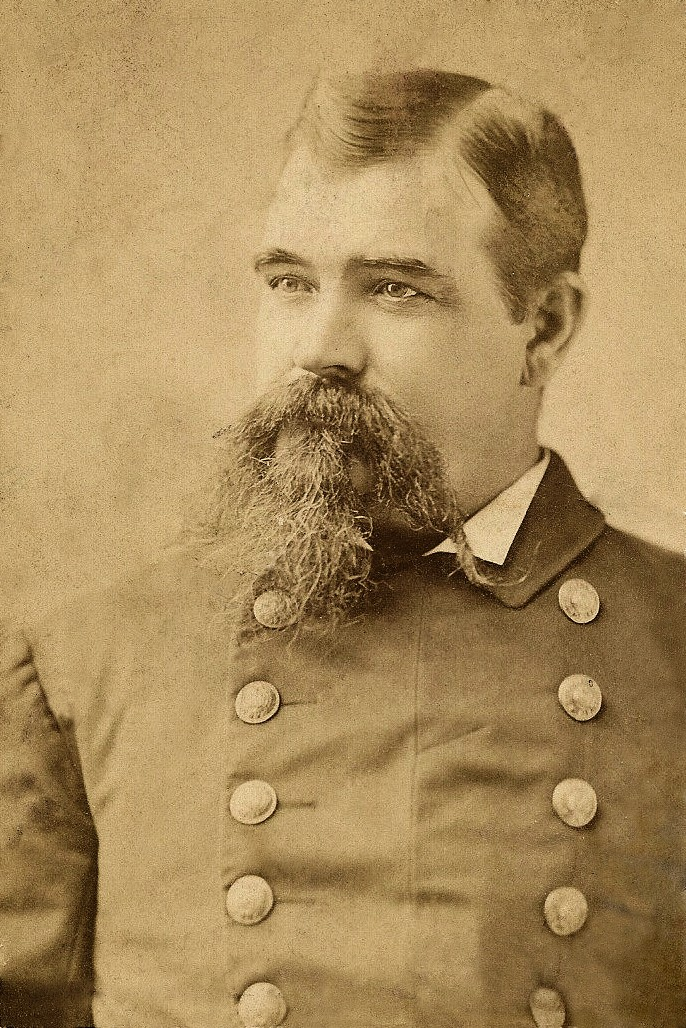
Сержант полиции Нью-Йорка Джордж Гастлин организовал «Отряд пароходов» в 1876 году, чтобы к 1877 году положить конец речному пиратству в гавани Нью-Йорка.

Джеймс Форд, общественный деятель и бизнесмен, тайно руководил бандой речных пиратов и разбойников с 1820-х до середины 1830-х годов на реке Огайо, в Иллинойсе и Кентукки.
Речное пиратство продолжалось в нижнем течении реки Миссисипи с начала 1800-х до 1840-х годов. Эти речные пираты в основном были организованы в большие банды, подобные бандам Сэмюэля Мейсона вокруг Кэйв-ин-Рок, или более мелкие банды под управлением Джона Мюррелла, которые также существовали с 1820-х до середины 1830-х годов между островом Stack и Натчезом, штат Миссисипи.
Спад американского речного пиратства произошел с течением времени, начиная с 1804 года и заканчивая 1840-ми годами, в результате предпринятых прямых военных действий и объединенной силы местных правоохранительных органов и групп регуляторов-линчевателей, которые искореняли и уничтожали очаги сопротивления преступников.

#### Нью-Йорк

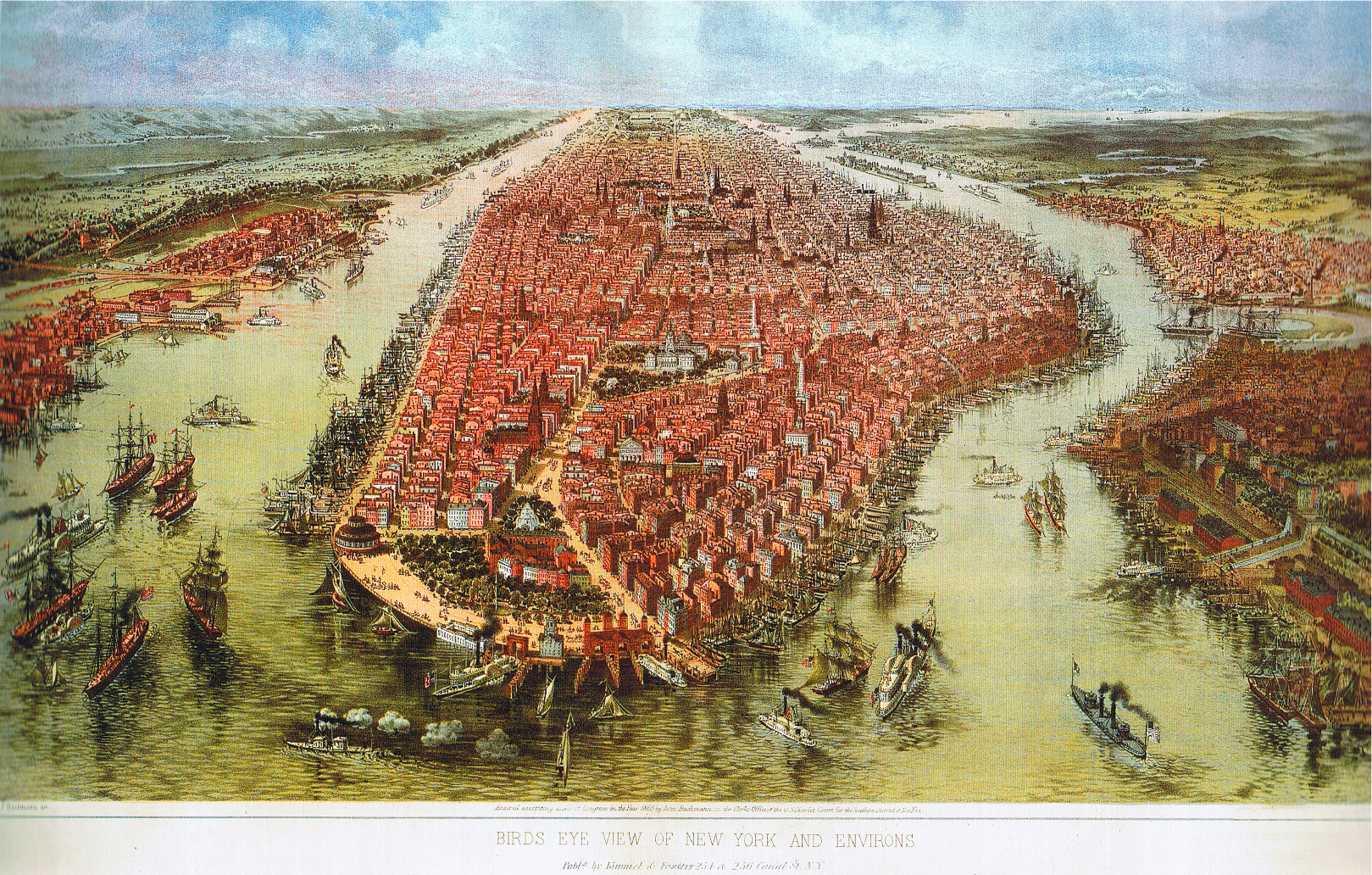
Набережная Нью-Йорка, где речные пираты преследовали суда с 1866 по 1877 годы.

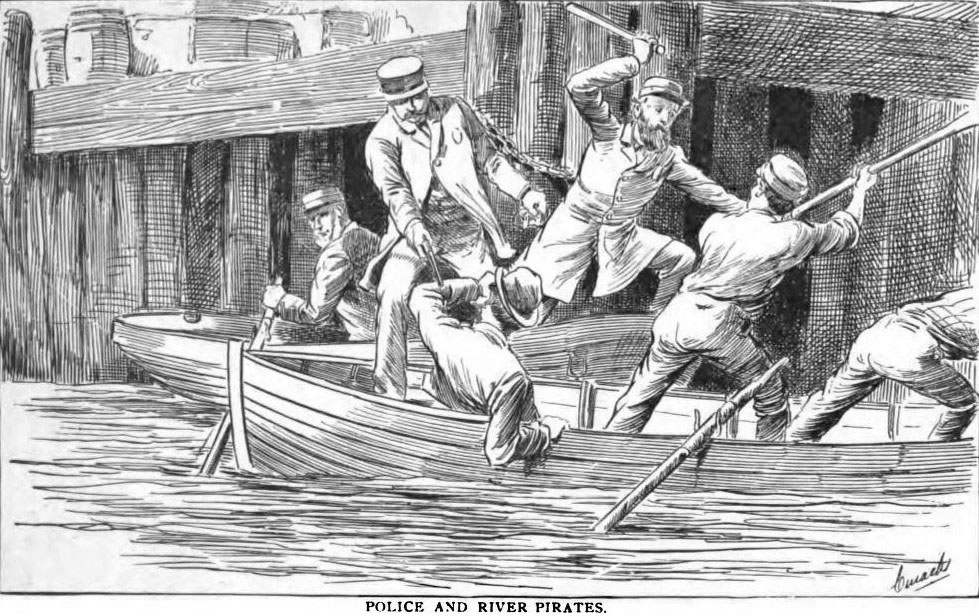
Полиция Нью-Йорка борется с речными пиратами на набережной Нью-Йорка XIX века

С 1866 по 1877 год набережная Нью-Йорка была наводнена бандами речных пиратов вдоль Гудзона и Ист-Ривера. Речное пиратство состояло в основном из пиратов, крадущих товары и грузы с судов на открытой воде и пришвартованных вдоль причалов набережной. Многие речные пираты, которые входили в эти банды, были хорошо организованы и состояли в основном из рабочего класса ирландских американцев и ирландских иммигрантов. Самыми известными бандами речных пиратов Нью-Йорка были банда Чарльтон-стрит, банда Хук и банда Пэтси Конрой.
В середине 1860-х годов банду Чарльтон-стрит возглавляла женщина-пират Сэди «Коза» Фаррелл. Коза Сэди смоделировала себя и свою банду по образцу «Пиратов Золотого века», подняв на борту своего корабля флаг «Веселый Роджер» и заставляя жертв ходить по доске.
Банда с Чарльтон-стрит совершала набеги на небольшие грузовые и торговые суда и действовала на территории Нью-Йорка, Северной реки, гавани Нью-Йорка, реки Гудзон, от реки Гарлем до Покипси и Олбани, штат Нью-Йорк.
После того, как банда Чарльтон-стрит убила людей во время пиратских набегов в долине реки Гудзон, банда была атакована и рассеяна местными дружинниками в этом регионе. После этой неудачи банда Чарльтон-стрит решила вернуться в Нью-Йорк и совершать только уличные преступления, чтобы никогда больше не вернуться к речному пиратству. К 1869 году банда исчезла со сцены.
Окончательный спад речного пиратства в Нью-Йорке начался в 1876 году, когда Департамент полиции Нью-Йорка под командованием сержанта полиции Джорджа Гастлина организовал «Отряд пароходов», в котором вооруженные полицейские патрули на лодках противостояли и арестовали речных пиратов в гавани Нью-Йорка.

### Граница между Соединенными Штатами и Мексикой

#### Рио-Гранде
Рост преступности на границе между США и Мексикой на озере Фалькон. Озеро представляет собой водохранилище реки Рио-Гранде протяженностью 60 миль (97 км), которое было построено в 1954 году и известно речным пиратством и маршрутом контрабанды наркотиков мексиканскими картелями в продолжающемся конфликте, известном как Мексиканская война с наркотиками.

## Южная Америка
В последние годы активность речных пиратов на реке Амазонка возросла в различных странах вокруг этой реки.
В Бразилии из-за отсутствия инвестиций в обеспечение безопасности активность речных пиратов резко возросла в северной части страны. В этом регионе участились нападения на нефтяные танкеры, грузовые лодки и рыбаков.
В Колумбии военизированные группы и наркокартели совершали многочисленные угоны, а также нередки грабежи лодок и похищения людей.

## Внешние ссылки
- The Mekong (River) Pirates